# Nesodactylus
Nesodactylus es un género extinto de pterosaurio ranforrincoideo de la época del Oxfordiense en el Jurásico Superior, hallado en la formación Jagua de Pinar del Río, al occidente de Cuba. 
Sus restos fueron recuperados - pero no preparados - por Barnum Brown en 1918, de rocas mejor conocidas por sus fósiles de vida marina. Cuando siete bloques de piedra caliza negra fueron preparados desde 1966 por Richard Lund disolviendo el substrato en ácido, se revelaron entonces los restos de un pterosaurio.
Ned Colbert describió y nombró el género en 1969. La especie tipo es Nesodactylus hesperius. El nombre del género se deriva del griego nesos, "isla" y daktylos, "dedo", una referencia a la isla de Cuba y al típico dedo del ala de los pterosaurios. El nombre de la especie significa "occidental", del griego hesperios.
El género está basado en el holotipo AMNH 2000, un esqueleto parcial incluyendo un fragmento de cráneo, numerosas vértebras de todas las partes de la columna y la cola, zigapófisis (interpretados por Colbert como tendones) osificados en la cola, la cintura escapular y un esternón muy aquillado, brazos y manos parciales, parte de la pelvis, partes de ambos fémures, metatarsos parciales, y costillas. El espécimen estaba desarticulado pero asociado y no muy comprimido; durante la preparación de la caliza con ácido, los huesos no fueron totalmente eliminados . 
Colbert encontró que Nesodactylus tenía alas más largas y miembros más robustos y patas más largas que su pariente Rhamphorhynchus, aunque era similar en su tamaño y anatomía general. Él lo clasificó como un ranforrínquido y más precisamente como un miembro de la subfamilia Rhamphorhynchinae.
En 1977 James A. Jensen y John Ostrom por error lo denominaron "Nesodon" (1977), el nombre de un mamífero toxodóntido. Aunque hay cierta sobreposición con el material de su contemporáneo Cacibupteryx, los dos son claramente diferentes basadas en detalles del codo y el hueso cuadrado. Al menos una reciente revisión sugiere que era un ranforrinquino, mientras que otras no lo clasifican.